# 克卢日-纳波卡
克卢日-纳波卡（發音：[ˈkluʒ naˈpoka] ⓘ，中文译：克劳森堡，中文译：科洛茲堡），1974年前名为克卢日，罗马尼亚西北部的一座城市，克卢日县首府，是该国的一个学术、文化和工业中心。克卢日-纳波卡位于布加勒斯特之西北约440千米，曾是特兰西瓦尼亚的首府。

## 名称
该城全名有两个名字组合而成，其中后半部分的纳波卡这个名字出现较早，至少前罗马时期就有叫“纳波卡”的定居点，公元146年被罗马帝国征服后，此地被称为Municipium Aelium Hadrianum Napoca，其中Hadrianum是指在位的皇帝哈德良，而Napoca可能是指当地的一些达契亚部落的名字。也可能来源于希腊语词根νάπος（napos），是指都是树木茂盛的山谷。
1213年，第一次书面提及该城市的名字就是拉丁语的名字Castrum Clus，当时是作为皇家自治市。Clus的来源虽然没有定论，但广泛认为是来自于拉丁语的clausa或者clusa，意思就是“封闭的地方”或者“沟壑”。这个词也影响了斯拉夫语和德语。为何使用这个名字据信是指梅讷施图尔（克卢日-纳波卡的一个区）西侧狭窄封闭的的山谷。
匈牙利语的名字科洛兹堡Kolozsvár，最早的记录出现在1246年的Kulusuar，其中的var或者uar都是城堡的意思。萨克森名称Clusenburg出现在1348年，之后变成了Clausenburg。克卢日在罗马尼亚语中的名字可以拼写成Cluj或者Cluș。直到1974年，罗马尼亚政府在克卢日的名字后面加上纳波卡这个名字，强调其罗马尼亚根源和特征。但一般民间称呼仍然只用克卢日，而不是全称克卢日-纳波卡。
克卢日在意大利语中是Clausenburgo，在土耳其语中是Kaloşvar，在拉丁语中则是Claudiopolis（克劳迪奥之城）。

## 历史

### 罗马帝国时期
罗马帝国在图拉真时期征服了达契亚，之后在现在的土地上面建立了“纳波卡（Napoca）”的定居点。图拉真的继承者哈德良授予纳波卡城市的地位，因此最早的城市名字中有Hadrianum这个词。之后，罗马帝国将此地升格为殖民地（拉丁语：Colonia，一种高等级城市的名称），即Colonia Aurelia Napoca，并成为罗马前执政官总督的所在地。但公元274年，罗马人撤离之后，该定居点也不再被人提起。

### 中世纪早期
中世纪初期，在目前的城市位置上曾经出现过一个木制的堡垒，位于克卢日-梅讷施图尔，以及一个平民定居点，位于博物馆广场附近。该市再次得到记载是在匈牙利人征服特兰西瓦尼亚之后了。伊什特万一世将该地作为科洛兹堡郡的所在地。拉斯洛一世则建立了克卢日-梅讷施图尔的修道院。但该修道院在鞑靼人入侵时期被摧毁了。在12世纪末之前，在纳波卡遗址的西北部已经有大量的特兰西瓦尼亚萨克森人前来定居。1275年，拉斯洛四世在一份文件中明确提到了这个定居点，并将这个“Villa Kulusvar”村庄授予特兰西瓦尼亚主教。1316年，在查理一世统治期间，克卢日（Kulusvar）被授予城市（Civitas）地位。
从13世纪下半叶开始，许多手工业行会开始建立起来，并且以此为基础形成的贵族逐步成为当地的统治者。1405年，西吉斯蒙德授予克卢日当地一定的自治法权，即每年可以选举12名陪审团员。1488年，马加什一世组建百人市议会，其中一半是富人，一半是工匠，他们有权选举城市的首席法官和陪审团。另外市议会的组成一半是匈牙利人，一半是萨克森人，重要职位轮流担任。1541年，奥斯曼帝国入侵，克卢日成为东匈牙利王国（1570年改组为特兰西瓦尼亚公国）的一部分。之后城市经济得以迅速发展，并与科希策、克拉科夫、布拉格和维也纳建立了联系。

### 中世纪晚期
16世纪中叶，新教思想开始传入克卢日。不管是德国的信义宗还是瑞士的归正宗都在克卢日找到很多的追随者。附近图尔达议会采纳了一种更为激进的宗教形式，也就是一位论，崇尚自由解释圣经和反对三位一体。虽然巴托里在克卢日试图进行反宗教改革运动，但收效不大。1699年，根据卡洛维茨条约，克卢日正式并入哈布斯堡王朝。
17世纪末，奥斯曼土耳其的宗主权终结，但是这座城市失去了众多的财富、政治影响力、文化和人口。1719年开始，克卢日逐步由恢复了作为特兰西瓦尼亚行政中心的地位。1791年，一群罗马尼亚知识分子起草了一份名叫Supplex Libellus Valachorum的请愿书，并直接寄给了神圣罗马帝国皇帝。他们要求居住在特兰西瓦尼亚的罗马尼亚民族与居于统治地位的三族联盟（萨克森、塞凯伊、匈牙利）地位平等，但遭到当地议会的拒绝。

### 近代
1830年开始，匈牙利民族主义运动开始在城市中兴起，直到1848年的匈牙利革命。虽然奥地利军队一度占据上风，但是在波兰将军约瑟夫·贝姆的带领下，匈牙利军队发动反击，并在1848年圣诞节夺回了克卢日。1860年，克卢日建立了自由主义政权，市政府授予当地罗马尼亚民族平等的权利，但这只是昙花一现。1865年，克卢日议会废除在锡比乌通过的法律，宣布将特兰西瓦尼亚与匈牙利进行整合。1872年，克卢日建立第一所大学弗兰茨·约瑟夫大学。
1867年，奥匈帝国整合完成，克卢日属于匈牙利王国。克卢日在匈牙利王国中的地位十分重要，也是科洛兹县的县府所在地。特兰西瓦尼亚的彻底马扎尔化令罗马尼亚人处境十分艰难，不断受到迫害。1892年，当地的罗马尼亚族群领导人再次向奥匈帝国皇帝弗兰茨·约瑟夫发出请愿书，要求罗马尼亚人与匈牙利人享受平等权利，并反对马扎尔化政策。皇帝将这份请愿书转交匈牙利王国，导致请愿书的发起人约安·拉齐乌（Ioan Rațiu）等被捕入狱，罪名是“叛国罪”。在审判期间，由于得到克卢日将近20000居民的支持，并在匈牙利首相德热·班菲（Dezső Bánffy）的建言下，匈牙利国王宣布赦免被告 。1897年，匈牙利政府决定官方名称只许使用匈牙利语的科洛兹堡，而不能是罗马尼亚语的克卢日或者德语的克劳森堡。

### 现代
1918年秋一战接近尾声，奥匈帝国濒临战败，克卢日成为阿莫斯·弗伦库（Amos Frâncu）领导的罗马尼亚民族革命活动中心。10月，弗朗库呼吁组织“全罗马尼亚人联盟”。12月1日，39名克卢日的代表参加在阿尔巴尤利亚举行的特兰西瓦尼亚与罗马尼亚联合宣言。1920年6月，特里亚农条约确定克卢日从匈牙利归属罗马尼亚。之后，当地的罗马尼亚新政府开始了罗马尼亚化行动。包括安置罗马捐赠的母狼乳婴雕像（象征继承罗马文化）以及修建一座巨大的东正教教堂。即便如此，当地信奉东正教的居民仍然不多，而且匈牙利人仍然掌控着当地的经济和文化生活。
1940年，通过纳粹德国和法西斯意大利的第二次维也纳仲裁，克卢日与北特兰西瓦尼亚重新被纳入霍尔蒂的匈牙利王国。之后1944年，德国人占领匈牙利并建立傀儡政府，并在克卢日进行大规模的反犹运动。从5月到6月，大概有16000多名犹太人分6批被驱逐到奥斯维辛集中营。不过仍然有少部分的犹太人在当地知识分子的帮助下越过边境，逃回罗马尼亚从而得以幸存。
1944年10月11日，苏联和罗马尼亚军队占领克卢日。1947年签订的巴黎条约正式将克卢日归还给罗马尼亚。1946年，克卢日当地的罗马尼亚学生（主要来自北特兰西瓦尼亚）反对匈牙利族裔的自治运动和苏联强加的新生活方式，导致较大规模的街头冲突。
1956年匈牙利革命的影响也波及到了克卢日，学生再次上街发动示威行动，几乎要转化为武装起义。不过这也给当局一个增强罗马尼亚价值观的机会。1960年之前，匈牙利人在城市中的比例仍然高于罗马尼亚人。伴随着工业化趋势和工作岗位的增加，罗马尼亚人的人数最终超过了匈牙利人。1974年10月16日，罗马尼亚共产党政府将克卢日的名字加上“纳波卡”的后缀，即现在的克卢日-纳波卡。

### 当代
1989年12月罗马尼亚爆发针对齐奥塞斯库政权的流血革命，克卢日也是其中一个主要战场，冲突导致26人死亡，170人受伤。罗马尼亚政权更迭后，格奥尔格·富纳尔担任克卢日市长。他是一位激进的罗马尼亚民族主义者，在就职期间颁布了许多诋毁和仇视匈牙利少数族裔的政策，导致克卢日国际声望下跌，外商投资撤离。2004年富纳尔离职，由埃米尔·博克继任。他曾在2008年-2012年之间担任罗马尼亚总理，下台后继续担任克卢日市长至今。

## 地理

### 地形
克卢日-纳波卡位于特兰西瓦尼亚中部，面积为179.5平方公里（69.3平方英里）。这座城市正好位于阿普塞尼山脉、索梅什高原和特兰西瓦尼亚平原的交汇点上。它横跨索梅舒尔米克河谷和纳德什河谷。城市南部位于费莱阿库山北坡的上阶台地，而城市的东、西、北三面则被海拔500到700米的丘陵或者山脉所环绕。克卢日同时位于索梅舒尔河的岸边，附近有不少溪流穿行而过。
克卢日-纳波卡附近是森林和草原，在两个指定的植物保护区中有一些稀有植物。在森林中则有野猪、獾、狐狸、兔子和松鼠等。附近出现了众多的怪谈，包括霍伊亚森林中发现外星人的踪迹，连接城市古老教堂的地下墓穴，还有就是附近塔尔尼察湖的水怪传说。除此之外，克卢日-纳波卡也是罗马尼亚著名的滑雪胜地。距离比较近的拜伊什瓦拉冬季度假村有两条滑雪道，分别适合初学者和高水平滑雪者。另外还有两个避暑胜地和水疗中心（Cojocna和Someșeni）。

### 气候
克卢日-纳波卡属于温暖的夏季大陆性气候（柯本气候类型：Dfb），当地气候主要受到阿普塞尼山脉的影响。秋季和冬季可能会受到西大西洋气流的影响。冬季的温度一般在0℃以下，不过不会低于-10℃。平均每年有两个多月会被大雪覆盖。夏季（7月和8月）的温度平均为18℃，偶尔会出现35℃到40℃的高温。虽然夏季一般降水量较少，但偶尔会有强烈的暴风雨出现。春季和秋季，气温介于13℃和18℃之间，降水量较多但雨势相对较小。
根据2014年欧盟商业评论援引法国世界报的报道，克卢日-纳波卡在欧盟的100个大城市当中空气质量是最好的。

## 行政
克卢日-纳波卡市政府由市长领导。目前市长是埃米尔·博克（Emil Boc），他从2012年担任市长至今。之前曾在2008年担任罗马尼亚总理。市政决议需要通过27人的市议会表决通过。其中席位分配是：
- 国家自由党：17
- 拯救罗马尼亚联盟（英语：USR_PLUS）：5
- 匈牙利人民主联盟（英语：Democratic Alliance of Hungarians in Romania）：4
- 社会民主党：2

克卢日-纳波卡可分为呈放射状排列的15个区（罗马尼亚语：cartiere）。市政府打算为大部分区设立地方行政分支机构。
克卢日-纳波卡同时也是克卢日县的县府，因此也设立了相应的县政府和县议会（consiliu județean），以及有罗马尼亚政府任命的县长。县长不允许是任何政党的成员，职责就是在地方（县）一级别代表国家政府。根据罗马尼亚的惯例，不管是市议会、县议会还是市长，都是每四年进行一次普选。
克卢日-纳波卡也是特兰西瓦尼亚历史地区的首府，这一地位至今仍能引起不少共鸣。欧盟和罗马尼亚政府将克卢日定为Nord-Vest（西北）发展区最大的城市，该发展区属于NUTS-II地区。2008年12月确定了克卢日-纳波卡大都会区的范围，人口大约是41万多，除了克卢日-纳波卡以外，还有17个市镇。
克卢日-纳波卡作为罗马尼亚国内匈牙利族裔的重要定居点，因此是匈牙利人民主联盟（UDMR）的总部所在。为了抵御特兰西瓦尼亚地区匈牙利族裔的影响，当地的罗马尼亚民族主义者在1990年建立了一个罗马尼亚民族团结党（PUNR），不过该党最后将自己的办公室迁往首都布加勒斯特，并在2006年解散。2008年，罗马尼亚政府直属的少数民族研究所在克卢日-纳波卡设立官方总部。

## 人口
2011年的人口普查显示，克卢日-纳波卡市的人口是324576人，大约占罗马尼亚总人口的1.6%，大都会区的人口估计为411379人，如果再包括市郊的话，人口可以超过42万。现代时期，克卢日-纳波卡经历了两次人口快速增长阶段，第一次是19世纪后半叶，城市规模不断扩大的时期。第二次是共产党执政时期，许多人从农村地区或者喀尔巴阡山区迁移到克卢日。1966年，齐奥塞斯库颁布禁止堕胎和避孕的政策也对当地人口产生较大的影响。
根据2011年的人口普查，克卢日-纳波卡属于多元文化城市，占据主导地位的是罗马尼亚人，约占81.5%，其次是重要的匈牙利人，大约是16.4%。其次还有罗姆人、德意志人、犹太人等。另外该市还有不少外国移民居住（超过25000人）。

### 宗教信仰
宗教方面，该市71.3%都是属于罗马尼亚正教会，其次是新教，约占10.6%。天主教约占5%，罗马尼亚希腊礼天主教会约占4.7%，其次是五旬节运动、浸信会以及一位论派。在二战之前，该市居住着众多犹太人，根据1930年的数据，13.4%的人信仰犹太教，但是二战之后该市的犹太人几乎全部灭绝或者移民。到20世纪90年代，该市居住的犹太人不过数百人。
民族跟宗教的关系是相当密切的，中世纪时期，移民而来的萨克森人在当地占据重大影响。在宗教改革之后，萨克森人几乎都选择了信义宗。而当地的匈牙利人则保留天主教或者改信归正宗甚至是一位论派。罗马尼亚人则几乎全部选择东正教作为信仰。

### 少数民族
虽然罗姆人在罗马尼亚国内数量不少，而且有一定的政治话语权，但是在克卢日-纳波卡，他们的人数并不多，不到1%，同时他们主要在中央市场周围经营出售鲜花、旧服饰以及锡器等。可以说克卢日-纳波卡并非是罗姆人政治文化影响力的重点地区。
相比之下，匈牙利人在克卢日-纳波卡的影响力要大很多，出于历史的原因，至今仍然有50000名匈牙利人居住在城内，是罗马尼亚国内第二大匈牙利民族聚居区，仅次于特尔古穆列什。匈牙利在当地的文化存在感很高，拥有匈牙利国家剧院，以及匈牙利民族研究机构Erdélyi Múzeumi Egyesület（EME）等。宗教方面，针对匈牙利人的多元化信仰，设有归正宗教区、一位论派教区和信义宗教区（所有教区都配备克卢日新教神学院培训的神职人员）。当地也有出版匈牙利语的杂志、报纸，可以收听收看匈牙利语的广播、电视等等。巴比什-博雅依大学设置有55个匈牙利语专业的课程。富纳尔执政时期，因为他强烈的罗马尼亚民族主义意识，充满挑衅性的一些政策导致他与本地匈牙利居民的关系十分紧张，不过他下台之后，紧张局势得到了缓和。从2010年开始，克卢日-纳波卡每年都会举办克卢日匈牙利文化日。

## 经济
克卢日-纳波卡是罗马尼亚重要的经济中心，著名的品牌包括特兰西瓦尼亚银行、Terapia Ranbaxy、Farmec、Jolidon和乌尔苏斯啤酒。
美国在线杂志《信息周刊》报道，罗马尼亚大部分的软件/IT行业都坐落在克卢日-纳波卡，意味着这里正在迅速成为罗马尼亚的信息技术中心。诺基亚也曾投资2亿元在克卢日-纳波卡附近建立一家制造工厂，但在2011年关闭。厂房则被意大利企业德龙收购。博世也在当地建了一家工厂，就在德龙工厂附近。
克卢日-纳波卡的商业也非常发达，拥有很多的商场和大卖场。当地有两个大型商场，分别是VIVO！（内设家乐福超市）和Iulius Mall（内设欧尚超市）。其他还有一些国际知名连锁商场的分店，诸如Cora、Metro和Selgros。
克卢日-纳波卡的旅游业也占据了城市产业中非常重要的地位，包括提供酒店、旅馆、小木屋和露营地等。2007年，有70万游客在当地过夜，其中有14万是外国游客。主要的游客来自于匈牙利、意大利、德国、美国、法国和奥地利等国家。全市拥有140多家旅行社，组织各种旅游活动，另外也提供汽车租赁。
2021年克卢日-纳波卡的的整体市政预算为21.17亿列伊，折合欧元约4.33亿元。

## 城市景观与建筑
克卢日-纳波卡植物园相当著名，其中有各种各样的植物群，另外还有一些野生动物生存。市内还有很多的公园，里面有一个带岛屿的人工湖，以及一个本市最大的赌场。其他公园还包括位于巴比什-博雅依大学内的约略·哈齐耶加努公园（以罗马尼亚一位著名的内科医生命名）。
克卢日乡下有大量的城堡，都是住在城内的中世纪富裕家族所建造。其中最著名的就是位于邦齐达的邦齐达班菲城堡，一度被誉为“特兰西瓦尼亚的凡尔赛宫”。这座城堡是电影《绞刑森林》的取景地，并获得过戛纳电影节的奖项。班菲家族在克卢日附近还有两位城堡。另外一座著名建筑是尼古拉修道院，是罗马尼亚著名的圣母朝圣地。修道院中的尼古拉圣母圣像，在1669年2月15日至3月12日之间显现哭泣。在此期间，众多的贵族、军官、平民甚至神职人员都过来观看，他们将信将疑之中看到了神迹之后被吓坏逃回家中。每年8月15日的圣母升天节，罗马尼亚全国都会有超过15万人前来参观修道院。
克卢日-纳波卡市内的主要建筑风格是文艺复兴风格、巴洛克风格和哥特式风格。城市迈入现代化之后，又增加了一些世纪中期现代主义风格的建筑，当然还包括了共产主义时期的功能主义风格建筑。当代，克卢日-纳波卡的摩天大楼和办公大楼的数量也在不断增长。
克卢日-纳波卡拥有许多地标性建筑和纪念碑，其中包括坐落在联盟广场上面的圣弥额尔教堂，兴建于14世纪末，采用的是哥特式风格。19世纪，新哥特式塔楼建成，是罗马尼亚全国最高的教堂塔楼。在教堂前矗立着马加什一世（Matthias Corvinus）的骑马雕像。这位匈牙利国王就出生在这里。圣母安息主教座堂位于阿夫拉姆·扬库广场，是一座雄伟的东正教教堂，建于一战结束之后。罗马尼亚希腊礼天主教会在当地也有一座教堂——主显圣容主教座堂。
克卢日-纳波卡的另一个地标是正义宫，兴建于1898年到1902年，采用折衷主义风格。这座建筑同样位于阿夫拉姆·扬库广场，附近的建筑还包括国家歌剧院、罗马尼亚铁路宫、克卢日省宫和金融宫等。另外一些重要的建筑位于尤利乌·马纽街，街两边的建筑呈现出对称性，遵循奥斯曼式的规划风格。
作为重要的文化中心，克卢日-纳波卡拥有众多的剧院和博物馆，其中比较著名的有特兰西瓦尼亚国家历史博物馆，民族志博物馆、克卢日-纳波卡艺术博物馆、医药学博物馆、巴比什-博雅依大学附属大学博物馆、矿物学博物馆、古生物学博物馆、地层学-洞穴学博物馆、植物学博物馆和动物学博物馆。

## 交通
克卢日-纳波卡的区域交通系统相对复杂，拥有通往罗马尼亚和其他欧洲主要城市的公路、铁路和航空连接。市内的公共交通系统主要由公共汽车、无轨电车和有轨电车组成。

### 公路
克卢日-纳波卡是欧洲公路网中的一个重要节点，位于三条欧洲公路的交汇点上面（E60、E81和E576）。在国家公路层面，克卢日-纳波卡位于国道1号上面。罗马尼亚A3高速公路，也被称为特兰西瓦尼亚高速公路，目前仍然在修建当中。这条高速公路将首都布加勒斯特与西部边境连接起来。其中克卢日-纳波卡附近的部分（肯皮亚图尔济到吉勒乌的2B部分）已经在2010年通车。

### 铁路
克卢日-纳波卡车站位于市中心北2公里处，位于罗马尼亚铁路300号干线和401号干线上面，罗铁提供直达罗马尼亚所有主要城市和布达佩斯的铁路连接。火车站通过市内公交的有轨电车、无轨电车和公共汽车与城市各个角落相连。克卢日-纳波卡东站（Cluj-Napoca East）技术层面是主站的一部分，紧邻主站。

### 航空
克卢日国际机场，位于克卢日-纳波卡市中心以东9公里，是罗马尼亚第二繁忙的机场，仅次于布加勒斯特的奥托佩尼国际机场。2015年的旅客吞吐量超过140万人次。开车可以使用E576公路到达市区，或者使用克卢日-纳波卡公共交通公司（CTP）的8路巴士。2016年，一座42米高的控制塔落成，是罗马尼亚全国最现代化的控制塔之一。

### 市内交通
CTP是当地的公共交通公司，拥有3条有轨电车线路、6条无轨电车线路和21条公交线路。许多私营巴士公司也提供克卢日-纳波卡大都会区的交通，主要是与邻近市镇和村庄的连接。目前CTP正在对电车线路进行现代化改造，主要是安装新的铁轨以及把电车路线跟道路交通分离。改造带来诸多的优势，比如说减少电车震动、降低噪音、延长电车工作寿命以及提升运输速度。由于大都会区的发展，目前市政府也进一步计划在吉勒乌和约库之间修建一条现代化的轻轨路线。
从2018年开始，市政府已经开始研究建造克卢日-纳波卡地铁的可能性，预计在2022年底前完成设计和招标工作。

## 文化
克卢日-纳波卡拥有多样化的文化景观和文化生活，包括视觉艺术、表演艺术和夜生活。城市的文化景观最早可以追溯到罗马时代，那时候奠定了现在的城市布局，以及留下了不少的残存的废墟。在中世纪，城镇中心拥有新的公民建筑和宗教建筑，最有名的就是圣弥额尔教堂。
从16世纪开始，这座城市成为特兰西瓦尼亚的文化和宗教中心，在19世纪初，克卢日（科洛兹堡）是匈牙利国内最重要的戏剧和歌剧中心。20世纪初，不少匈牙利电影都在此地进行拍摄。一战结束克卢日回归罗马尼亚之后，罗马尼亚文化也得到了大规模的复兴，包括克卢日-纳波卡国家剧院对面的一座极具象征意义的东正教大教堂。这座城市一直糅合匈牙利文化和罗马尼亚文化，到20世纪60年代，城市的工业化带来了稳定而强烈的罗马尼亚化。现在，这座城市包容了各种不同的文化，拥有各种文化机构，诸如匈牙利国家剧院、英国文化协会以及其他如比萨拉比亚、突尼斯、日本等外国文化中心。正因如此，当代文化已经突破了种族跟民族界限，对学生、影迷、艺术家和科学爱好者都有很高的吸引力。

### 传统文化
虽然克卢日-纳波卡的现代文化趋势很明显，但是传统罗马尼亚文化仍然深深地植根于城市中，特别是在艺术领域。
克卢日-纳波卡的特兰西瓦尼亚民族志博物馆收藏了大量的室内传统文化用品，包括一个露天公园，它也是罗马尼亚最早的民族志博物馆，最早兴建于1929年。
另外一个重要博物馆是特兰西瓦尼亚国家历史博物馆，收藏了一系列手工艺品，详细介绍特兰西瓦尼亚地区从史前时代、达契亚时代、中世纪直至现代的历史和文化。

### 文化活动
克卢日-纳波卡经常举办各种文化节，虽然时间表上覆盖全年，不过主要是在夏季举行。世界音乐节（Sărbătoarea Muzicii）每年6月21日举行，由法国文化中心赞助。在索梅舒尔米克河畔的Splaiul Independenței，夏季经常举办啤酒节，包括效仿慕尼黑啤酒节的“九月节”。2015年，这座城市当选为欧洲青年之都，活动预算估计为570万欧元，并大力推动当地旅游业的发展。

### 媒体
克卢日-纳波卡是特兰西瓦尼亚大众媒体的中心，地区的电视网络、报纸和广播电台的总部都坐落在这座城市。布加勒斯特出版的日报在这里都有当地版本，主要关注区域问题，包括自由罗马尼亚报（România liberă）、Gardianul、Ziarul Financiar等。除了这些地区版本，已经停止发行的全国性报纸Ziua在当地仍然经营Ziua de Cluj，但仅限在该城市发行。其他当地报纸还包括Făclia、Monitorul de Cluj、Informația Cluj等。Clujeanul是当地广为人知的周报，大约有53000的订阅量，同时它的网站保持每日更新。除了罗马尼亚语报纸，同样还有匈牙利语的报纸，诸如Krónika和自由 (報紙)等。
当地一共有两个区域性的电视台，分别是TVR Cluj（公立）和One TV（私立）。LookPlus可以通过电缆接收全天播放本地的电视节目。其他的一些电视台都是国家电视台的分支机构。广播公司的情况跟电视台类似，除了克卢日电台、冲动电台和辣椒电台（匈牙利语）以外，大部分电台都是国家广播公司的分支机构。
克卢日-纳波卡出版的杂志主要是HR Journal（主要涉及人力资源信息）、J'Adore（当地购物）、Maximum Rock（摇滚音乐）以及Cluj-Napoca WWW（英语的当地旅游资讯）。

### 教育
有记载可查的克卢日-纳波卡公共教育最早可以追溯到1409年的Caspar notarius et rector Academicum。14世纪，兴建了一所天主教学校。今天的克卢日-纳波卡公共教育系统相当完善，拥有62所幼儿园、30所小学和45所中学。他们的活动由克卢日县教育委员会监督。大多数学校以罗马尼亚语授课，但为了照顾少数族裔，仍然有一些匈牙利语学校甚至是双语学校。
高等教育在克卢日-纳波卡拥有悠久的传统。最著名的大学就是巴比什-博雅依大学（UBB），拥有50000名学生。大学拥有罗马尼亚语、匈牙利语、德语和英语的各种专业，名字是为了纪念特兰西瓦尼亚地区的两名著名人物，分别是罗马尼亚人物理学家维克托·巴比什和匈牙利人数学家鲍耶·亚诺什。该大学认为其历史可以追溯到1851年的耶稣会学院。但公认的起源是在1872年创立的弗兰茨·约瑟夫大学。1919年，大学被迁移至布达佩斯，直至1921年，之后迁往塞格德。在匈牙利夺回克卢日之后，大学又回迁至此。二战后，克卢日重归罗马尼亚，导致这所大学被分裂成两所大学，即留在克卢日的巴比什大学和在塞格德的博雅依大学。之后两所大学在1959年合并，改为现名。除了巴比什-博雅依以外，克卢日-纳波卡还有其他9所大学，诸如克卢日-纳波卡技术大学和约略·哈齐耶加努医药大学等。

### 体育
足球是罗马尼亚和克卢日-纳波卡当地最受欢迎的运动。当地最著名是两家足球俱乐部，分别是CFR克卢日和克卢日大学足球俱乐部。CFR克卢日一共获得过7次罗马尼亚甲级联赛的冠军和4次罗马尼亚杯赛冠军，其中包括两次双冠王。克卢日大学曾经获得过1965年的杯赛冠军，但目前参加罗马尼亚乙级联赛。克卢日大学拥有当地最大的体育场——克卢日竞技场（Cluj Arena），可容纳30000多人，而CFR克卢日的主场康斯坦丁·勒杜列斯库博士球场（Stadionul Dr. Constantin Rădulescu）只能容纳23500人。目前该体育场已经进行了重大翻新工程，配备了夜间比赛照明系统和自动草坪灌溉系统，并将继续扩充新座位。
克卢日大学还拥有橄榄球、篮球、手球和排球队，是一家综合性的俱乐部。克卢日-纳波卡还拥有三支水球队，即CSS Viitorul、CS Voința 和Poli CSM。
克卢日-纳波卡还举办两场全国拉力锦标赛，分别是6月份的Raliul Clujului和9月份的Avram Iancu。克卢日-纳波卡还为业余运动员提供了各种运动场地，包括游泳池、迷你高尔夫球场、网球场、彩弹射击场、自行车道。附近还可以进行滑雪、雪橇、滑冰、远足、探洞、狩猎、钓鱼和极限运动。2011年开始，克卢日国际马拉松（Cluj International Marathon）定期在市中心举行。

## 友好城市
- 德国科隆
- 德国多特蒙德
- 巴西圣保罗
- 以色列贝尔谢巴
- 匈牙利佩奇
- 萨格勒布
- 中国郑州
- 中国宁波
- 委內瑞拉查考市
- 法國第戎
- 法國南特
- 大韓民國水原市
- 菲律賓马卡蒂
- 阿尔巴尼亚科尔察
- 義大利帕尔马省
- 義大利维泰博
- 英国罗瑟勒姆
- 美国哥伦比亚
- 美国东兰辛
- 美国罗克福德
- 比利时那慕尔
- 智利瓦尔迪维亚
- 摩尔多瓦温格内
- 卡拉干达
- 葡萄牙布拉加
- 土耳其埃斯基谢希尔